# Giovanni Kasebacher
Giovanni Kasebacher (San Candido, 13 dicembre 1910 – Bolzano, 4 giugno 1987) è stato un fondista italiano.

## Biografia
Nato nel 1910, a 25 anni partecipò ai Giochi olimpici di Garmisch-Partenkirchen 1936, chiudendo 13º nella 50 km con il tempo di 3h53'08" e 4º nella staffetta in 2h50"05, insieme a Vincenzo Demetz, Giulio Gerardi e Severino Menardi.
Ai campionati italiani vinse 2 ori nella 50 km nel 1935 e 1936.